# Nigellicin
Nigellicin ist ein natürlich vorkommendes Indazol-Alkaloid, welches erstmals aus den Samen des Echten Schwarzkümmels (Nigella sativa L.) isoliert wurde. Auf Grund seiner Struktur kann es auch zur Klasse der mesomeren Betaine gezählt werden. Neben Nigellicin kommen noch zwei, strukturell verwandte, Alkaloide, nämlich Nigeglanin (decarboxylierte Form) und Nigellidin, in Nigella sativa vor.

## Synthese
Die erste vollsynthetische Darstellung von Nigellicin gelang Elliott et al. im Jahre 2005 ausgehend vom 2-Chlor-5-methylphenol über 14 Stufen.